# Baréin en los Juegos Paralímpicos de Atlanta 1996
Baréin estuvo representado en los Juegos Paralímpicos de Atlanta 1996 por seis deportistas masculinos. El equipo paralímpico bareiní no obtuvo ninguna medalla en estos Juegos.